# 128
128 (сто двадесет и осма) година по юлианския календар е високосна година, започваща в сряда. Това е 128-а година от новата ера, 128-а година от първото хилядолетие, 28-а година от 2 век, 8-а година от 3-то десетилетие на 2 век, 9-а година от 120-те години. В Рим е наричана Година на консулството на Калпурний и Либон (или по-рядко – 881 Ab urbe condita, „881-вата година от основаването на града“).

## Събития
- Консули в Рим са Луций Калпурний Аспренат и Марк Аний Либон.